# Гейтлер, Лавослав
Лавослав Гейтлер или Леопольд Гайтлер (нем. Leopold Geitler; 18 октября 1847, Прага, Богемия, Австрийская империя — 2 июня 1885, Хайлигенштадт, Австро-Венгрия (ныне район Дёблинг, Вена) — австрийский учёный-лингвист, филолог, славист, историк, педагог, доктор философии, профессор чешского происхождения.

## Биография
Окончил факультет искусств Пражского университета. С 1868 по 1870 год жил в Вене. Вернувшись из учебной поездки в Литву (1872), получил в 1873 г. степень доктора философии по теме «Состояние и прогресс сравнительного языкового опроса», был назначен частным адъюнкт-профессором Пражского университета.
Первым и главным результатом его литовско-славянских этюдов была чешская книга: «Хронология староболгарского языка, в особенности по отношению к литовскому». Совершив этнографическое путешествие в прусскую и русскую Литву, издал (1875): «Litauische Studien». Приглашённый в 1874 году в Загреб был назначен профессором кафедры сравнительного языкознания Университета Загреба, стал заниматься хорватской грамматикой и диалектологией, историей церковно-славянской и албанской письменности. Большое внимание уделял балканским языкам, особенно, староболгарскому и фракийскому языкам, изучал древнюю албанскую письменность.
В том же году был избран заместителем декана Загребского университета, в 1876 году был избран деканом местного философского факультета. Был членом Южнославянской академии и членом-корреспондентом Королевского чешского общества наук.
Объезжая хорватское приморье, Истрию и Далматию, Македонию, Афон и наконец Синай, изучал из уст народа древнеславянское ударение (чакавщины), македоно-болгарские наречия и нашёл в Синайском монастыре два глаголических памятника, Euchologium и Псалтырь, изданные им в 1882 и 1883 годах в «Трудах Загребской академии наук» (т. 2 и 3). Изучая глаголицу, хранящуюся в монастыре, он, среди прочего, обратился к вопросу о том, писали ли святые Кирилл и Мефодий свои произведения кириллицей или глаголицей.
В 1883 году Венская академия наук издала сочинение Л. Гейтлера «Die slavischen und die albanesischen Schriften». Хотя его выводы относительно происхождения глаголицы из римского курсива посредством албанского не были признаны критикой, но всё же сочинение это имеет большой интерес, благодаря огромному количеству приложенных к нему снимков древнейших глаголических памятников.
В общем оказал делу изучения древнеславянской письменности и палеографии существенные услуги, выдвинув у западных и южных славян литвоведение на первый план. При помощи литовского языка Л. Гейтлер дал новое освещение значения полногласия для истории славянской грамматики.
Умер от инсульта.